# Mouvement Goran
Le Mouvement Goran (en soranî : بزوتنەوەی گۆڕان, Bizutinewey Gorran « Mouvement pour le changement ») ou plus simplement Goran ou Gorran  est un parti politique kurde d'Irak. Il est fondé en 2009 en tant que parti d'opposition à la coalition composée du Parti démocratique du Kurdistan et de l'Union patriotique du Kurdistan.

## Chefs du parti
- 2009 - 2017 : Nawshirwan Mustafa (نوشيروان مصطفى)
- 2017 - : Omar Said Ali (عومەر سەید عەلی)